# Дьякос, Атанасиос
Атанасиос Дьякос, или Афанасий Дьяк (греч. Αθανάσιος Διάκος; 1788—1821) — греческий повстанец, участник Греческой революции 1821 года.

## Первые годы
Афанасий Дьяк родился в 1788 году в селе Ано-Мусунице или, по другой версии в Артотине в Фокиде. Его настоящее имя — Атанасиос Грамматикос (Αθανάσιος Γραμματικός) или, по другой версии Афанасий Массаветас (Αθανάσιος Μασσαβέτας). Атанасиос был внуком известного клефта, но у ребёнка была тяга к религии. В возрасте 12 лет он был послан матерью в монастырь Св. Иоанна для обучения. Афанасий стал монахом в 17 лет и в силу его преданности православию и усердию очень быстро был рукоположен во диакона. Согласно народному преданию, Афанасий, будучи монахом, убил после ссоры турецкого пашу, остановившегося в монастыре, что вынудило его уйти в горы к клефту Цаму Калогеросу (Τσάμ Καλόγερος).

## Клефт Атанасиос Дьякос
Будучи под командованием Калогероса, Атанасиос отличился в столкновениях с турками. В одном из боёв Калогерос был ранен и чуть не попал в руки турок. Атанасиос с клинком в руке отбил его от турок и вынес раненого на хребет, находившийся в двух часах хода от места столкновения. Когда клефты собрались, Калогерос заявил: «Когда я умру, Атанасиос станет вашим капитаном (головой)». За сотрудничество с клефтами отец и старший брат Атанасиоса были убиты турецким отрядом. Младший брат Константин спасся. В тот же день Атанасиос отомстил туркам, перебив турецкий отряд. В эти годы Али-паша Тепеленский в городе Янине в Эпире, вынашивая сепаратистские планы, собрал вокруг себя много известных военачальников албанцев и греков, мусульман и христиан. Атанасиос служил в войске Али-паши с 1814 по 1816 года.
После Янины Афанасий находился в Левадии под командованием Одиссея Андруцоса. В 1818 году Атанасиос был посвящён в тайное общество «Филики Этерия», готовившее восстание против османов.

## Восстание
С началом восстания Атанасиос вместе со своим соратником и другом Василисом Бусгосом повёл повстанцев в Левадию. 4 апреля 1821 года, после трёхдневного сражения за каждый дом, повстанцы взяли городскую крепость и водрузили над ней греческий флаг.

## Смерть

Михалис Томброс. Атанасиос Дьякос. Военный музей в Афинах

В 1821 году, пытаясь остановить наступающих турок Кесе-мехмета, в битве при Аламане в Фермопилах Атанасиос раненым попал в плен. 24 апреля Дьякос был привезён в Ламию. Турецкое население забрасывало его камнями. Кесе-мехмет сказал Дьякосу, если он хочет жить, то должен принять ислам, после чего сразу получит и высокое звание. Получив отказ, Кесе-мехмет дал приказ казнить Дьякоса мучительной смертью: Атанасиоса посадили на кол и медленно жарили на огне. 
После победы в Освободительной войне 1821—1829 годов и воссоздания Греческого государства греческая армия посмертно присвоила Атанасиосу Дьякосу звание генерала. Атанасиос Дьякос вошёл в новую греческую мифологию. А в героической, но не лишённой лирики, народной песне тех лет Дьяк говорит о весне и Воскресении Греции:

Гляди в какое время Харон меня зовёт
и травы зеленеют и всё вокруг цветёт.
В 1959 году село Ано-Мусуница было переименовано в Атанасиос-Дьякос.